# Olga Guillot
Olga Guillot (Santiago de Cuba; 9 de octubre de 1923 - Miami Beach; 12 de julio de 2010) fue una cantante cubana de bolero popular en toda América Latina, Estados Unidos y Europa. Es ampliamente considerada una de las figuras más importantes y emblemáticas en la historia del bolero y de la música romántica del siglo XX. Durante su carrera artística de casi siete décadas, obtuvo diez discos de Oro, dos de Platino y uno de Diamante, como así también un premio Grammy Latino a la trayectoria en 2007. Nombrada «la reina del bolero», cantó junto a Frank Sinatra y Édith Piaf. En la década de 1960, luego de la Revolución cubana, se asentó primero en Venezuela y luego, en México y Miami, donde permaneció hasta su muerte. También incursionó como actriz en 16 películas y condujo su propio ciclo televisivo, El show de Olga Guillot.

## Biografía

### Primeros años
Hija de una madre mulata-negra y de un padre proveniente de artistas judío–españoles de origen catalán, nació el 9 de octubre de 1923 en la ciudad de Santiago de Cuba, al sureste de la isla. En su adolescencia se trasladó con su familia a La Habana y, atraída por la música, debutó como cantante junto a su hermana mayor Ana Luisa formando el dúo «Las hermanitas Guillot» en 1941 en el programa radiofónico. La corte suprema del arte, donde obtuvo una distinción. Formada en las disciplinas del baile y el drama, Olga Guillot estudió canto en el Conservatorio de La Habana con la soprano Hortensia Cohalla y el cantante Mariano Meléndez; también, en la década de 1930, cantaba generalmente durante las reuniones familiares y algunos programas radiofónicos.
Comenzó cantando tangos, influenciada por Libertad Lamarque y Mercedes Simone. En los años 1940, la vocalista formó parte del cuarteto Siboney, dirigido por la compositora Isolina Carrillo y cuyo pianista, Facundo Rivero, le facilitó el debut como solista en el local nocturno Zombie Club, en 1945. A partir de ese entonces, sus actuaciones se acrecentaron en los teatros más relevantes de Cuba y encabezó temporadas en los cabarets Sans Souci, Montmartre y Tropicana.
Guillot contrajo matrimonio con el periodista y politólogo cubano Ibrahim Urbino, después con el actor Alberto Inzúa (1926-2003) y más tarde con el compositor y pianista René Touzet (1916-2003), con quien tuvo a su única hija: Olga María (n. 1960), que se dedicó a la misma profesión que su madre.

### Comienzos profesionales
En 1946 estrenó el bolero «La gloria eres tú», de José A. Méndez, y ese año grabó para Panart la versión en español de la melodía norteamericana «Stormy Weather» («Lluvia gris», en español), con la que logró su primer éxito discográfico. En el mismo año, debutó en la emisora de radio 1010, a la que le siguieron sus actuaciones en Coco, RHC-Cadena Azul, Radio Progreso, etc.
Seleccionada en 1946 por la ACRI (Unión de Crónica Tele-Radial) como la «cancionista más destacada de Cuba», ese año realizó su primera actuación en la sala de espectáculos Habana-Madrid de Nueva York y llevó a cabo unas grabaciones discográficas bajo el sello de la compañía Decca alentada por Miguelito Valdez. En 1948, junto a René Calbell, se trasladó a México y ahí grabó para la empresa Anfión con la orquesta de Gonzalo Curiel y realizó su primera intervención cinematográfica en la película Venus de fuego al lado de la rumbera mexicana Meche Barba. Posteriormente, una gira de año y medio la trasladó por Argentina, Chile, Perú, Brasil, Colombia y México, donde grabó para Columbia, con el respaldo de la orquesta de Juan Bruno Tarraza y Felo Bergaza en la producción de Sun Sun Dambae, en el cabaret Sans-Souci.
Elegida en 1951 la «reina de la radio» por diversos admiradores del concurso patrocinado por el periódico Mañana, Olga Guillot continuó sus giras por Latinoamérica de forma exitosa entre 1952 y 1953, grabando a su vez con el respaldo del pianista y compositor Juan Bruno Terraza; en 1954 debutó en Radio Progreso con ayuda de Tito Garrote.

### Consagración en Cuba
En 1954, además, firmó un contrato para la compañía Puchito y continuamente, grabó el bolero «Miénteme», de Chamaco Domínguez, una de sus canciones más reconocidas, con la que en 1955 obtuvo el Disco de Oro. Según la escritora Yolanda Novo Villaverde, «este bolero puede ser tomado como epítome del estilo interpretativo de la cantante... "Miénteme" constituye uno de los múltiples ejemplos de expresión de un sentir masoquista en el género del bolero.» Sólo en Cuba vendió un millón de copias y, en México, pasó semanas en los primeros lugares de las emisoras, y se hizo muy popular en el resto de América Latina.

«El bolero no es una música vieja. Lo que pasa es que hubo un tiempo en que la balada entró muy fuerte y eso hizo que el bolero padeciera un pequeño secuestro. Pero en estos momentos está muy bien, porque la gente joven se ha volcado mucho con él. Hay una nueva generación que se arrulla con el bolero y para mí es muy bonito que la gente joven esté conociendo este género a través de artistas de su propia edad.»
Olga Guillot.

La cantante no sólo era reconocida en su propio país, donde se la proclamó «La mejor voz cancionera de Cuba», sino también en Nueva York y diversos países de Latinoamérica. Guillot compartió escenario con Sarah Vaughan, Édith Piaf y Nat King Cole, a quien, según sus allegados, lo asesoró sobre la manera de cantar en español cuando este grabó un disco en Cuba. Contemporáneamente, participó del espectáculo Cuba canta y baila que se presentó en los teatros América y Radiocentro.
En 1954, 1955 y 1956 ganó el premio de la Crítica Diaria de Radio y Televisión a la mejor voz femenina de Cuba. En 1957 regresó a México, donde popularizó el bolero «Tú me acostumbraste», de Frank Domínguez y participó en la película Yambaó, junto a la rumbera cubana Ninón Sevilla. En 1958, trabajó en Europa por primera vez, con giras por Italia, Francia, Alemania y España. En el Casino de Palm Beach, en Cannes, compartió el escenario con la cantante francesa Édith Piaf. También grabó para la firma Musart, acompañada por el maestro José Sabre Marroquín. Actuó posteriormente en radio, televisión y espectáculos de cabaret, acompañada por el acordeonista Eddy Gaytán, y grabó el disco «Olga de Cuba» bajo la dirección musical de Humberto Suárez. En 1961 recibió un disco de diamante por ser la cantante cubana con más discos vendidos en el período de 1954 a 1960 respectivamente.

### Exilio y consagración en países extranjeros
En febrero de 1961, luego de la Revolución cubana liderada por Fidel Castro, abandonó Cuba con su hija Olga María (hija del compositor René Touzet), después de que el Gobierno nacionalizó sus propiedades. Primeramente, se trasladó por seis meses a Caracas (Venezuela), en espera de poder fijar su residencia en Estados Unidos. Al momento de su salida, era una de las figuras invitadas en el espectáculo Serenata Mulata, en el cabaret Capri de La Habana donde el publirrelacionista español exiliado en México, Ángel Ladrón de Guevara, la presentó con el compositor José Sabre Marroquín quien la invitó a asentarse en México, país en el que vivió durante aproximadamente tres décadas y al que consideró su «segunda patria y hogar». En 2008, durante una entrevista, la cantante expresó:
«En Cuba silenciaron mis boleros, quemaron mis programas de radio y televisión, como si yo no hubiera existido nunca. Me duele mucho. Fidel me quitó mi casa y mi carrera de 18 años. Me llevaron detenida tres veces y cuando mi hija tenía 18 meses me dijeron: "Como sigas hablando mal de la revolución, no la ves más".»
Si bien en México interpretó temas musicales de Armando Manzanero, Luis Demetrio y Lolita de la Colina, en 1963 la Academia de Artes De Hollywood le otorgó el premio Palma de Oro, "Golden Palm", como la mejor bolerista latino americana y en 1964 realizó su primer concierto en el Carnegie Hall de Nueva York. En mayo de 1965, bajo la dirección musical de Xavier Cugat, alternando con el trío Los Panchos y Miguelito Valdés, se presentó en el Teatro Paramount de Broadway.  
Obtuvo en 1967 el segundo lugar en el Festival de la Canción Latino Americana, en el que participó con la canción «Bravo» del compositor Luis Demetrio. En este mismo año grabó en México la telenovela Un color para esta piel de la escritora cubana Kenia Perea, bajo la dirección de Ernesto Alonso y llevando como tema musical la canción «Bravo» debido a su gran éxito en el festival. Un año más tarde, viajó a España y actuó primero en el Florida Park de Madrid y posteriormente en Barcelona, donde recibió el premio Olé por su interpretación de la canción «Adoro», de Armando Manzanero dando a conocer por primera vez, las canciones de este gran compositor mexicano a los públicos de Europa. Es en esa época firmó contrato como Artista Exclusiva de la cadena hotelera Hilton inaugurando los hoteles Tokio Hilton, Tel Aviv Hilton, presentándose al lado de Frank Sinatra en la inauguración del Hotel Manila-Hilton de Filipinas. 
De sus canciones más famosas destacan «Miénteme», de Chamaco Domínguez; «La gloria eres tú», «Cuando estoy contigo», «Soy tuya», «No», «Adoro», «La noche de anoche», «Qué sabes tú», «Voy», «La mentira», «La canción de mis canciones», «Palabras calladas», «Comunicando», «La maleta», «Lágrimas negras», «Campanitas de cristal», «Contigo en la distancia», «Sabor a mí», «Alma mía», «Piel canela», ...
De entre sus más de cincuenta discos de larga duración figuran «Romance y melodía», «La temperamental Olga Guillot», «Canciones de María Grever», «12 éxitos románticos», «Añorando el Caribe», «La Guillot interpreta a Manzanero», etc.
En 1976 grabó en España para la CBS (hoy Sony) la canción «Me muero... me muero», de la compositora Lolita de la Colina y «Soy Lo Prohibido» del compositor mexicano Roberto Cantoral, trabajo al que le continuaron el triple álbum grabado en Buenos Aires para la casa discográfica Orfeón, el realizado ese mismo año en México, los long-play realizados en 1980 y 1982 en Argentina y los recitales que ofreció en el Carnegie Hall de Nueva York. También trabajó para teatro y televisión. En 1980 debutó en la obra Esperanza Peña, escrita en Miami especialmente para ella. En marzo de 1988, con motivo del espectáculo Los 100 años del Bolero, celebrado a casa llena en el Teatro Nacional de Santo Domingo, República Dominicana, acompañó a otros grandes como Lucho Gatica, Roberto Ledesma y el Trío Los Panchos, demostrando que aún conservaba y dominaba tanto el escenario como su inigualable voz. En diciembre de ese mismo año celebró sus bodas de oro con el bolero.

### Premios y reconocimientos
Durante los años 1990 Olga Guillot continuaría ofreciendo conciertos por todo Latinoamérica,  Panamá (1990), Puerto Rico (1991) etc. La cantante, que en su repertorio incluyó melodías de los más conocidos autores hispanoamericanos y españoles, recibió una gran cantidad de premios. Así, sus grandes éxitos discográficos fueron galardonados con 3 Heraldos de México, 5 Discómetros de Oro, concedidos también en México; 3 Guaicaipuro de Oro de Venezuela; 2 Guido de Oro de Perú, 1 Búho de Oro de Panamá, 20 Discos de Oro, 10 Discos de Platino y 1 Disco de Diamante. También fue designada «Máxima representante del bolero cubano en todo el mundo» en condición de la Orden Don Francisco de Miranda, galardón otorgado en el Palacio de Miraflores de Caracas. Fue premiada por la Asociación de Cronistas de Espectáculos de Nueva York (ACE) y por prestigiosas asociaciones de críticos de todo el mundo. Además de los galardones y homenajes recibidos, varias calles del mundo llevan su nombre, así como un premio que se concede anualmente a artistas cubanos en el exilio en la ciudad de Miami.  En México llevan su nombre el premio ¨ Gaviota Olga Guillot¨, por trayectoria artística, así como el premio ¨Dama De La Victoria Olga Guillot¨ que otorga La Asociación de Críticos y Periodistas de Teatro ACPT.

### Últimos años
Hasta poco antes de su muerte, Guillot continuó brindando recitales en Nueva York, Miami, México, etc. En 1995 actuó en Santa Cruz de Tenerife con motivo de la segunda edición del Festival Santa Cruz, en el que también participaron los grupos tinerfeños Los Sabandeños y la Agrupación Folklórica Universitaria "Maresía". Ese mismo año colaboró en el disco «Bolero» del grupo español Los Sabandeños. Posteriormente se invitó a participar en el mismo disco a Silvio Rodríguez. Al enterarse de ello, Olga Guillot obligó a la discográfica a que prescindiese de uno de los dos: «O él, o yo. No quiero juntarme para nada con ese comunista». La discográfica Manzana se vio obligada a realizar nuevas ediciones del álbum: en una, destinada a ser vendida en Cuba y China, Silvio Rodríguez cantaba con Los Sabandeños «El unicornio» y en la otra, para venderse en el resto del mundo, se sustituyó dicha canción por las dos de Olga Guillot, «Envidia» y «Escándalo».
También en ese año, Guillot recibió un gran homenaje en Venezuela, tierra donde ella vivió sus primeros años al salir de Cuba. En ese homenaje obtuvo una estrella en el paseo de la fama de Caracas "Amador Bendayán", y altas condecoraciones como la Orden Alfredo Sadel, la única orden de estado para homenajear un artista en Venezuela, homenaje organizado por la Casa del Artista de Caracas. Viajó a España en mayo de 1997 y volvió en 1998, coincidiendo con su sexagésimo aniversario del inicio de su carrera artística, para realizar una serie de recitales por Madrid, Gijón, Barcelona, Sevilla y Salamanca. 
En 2000 firmó un contrato con la multinacional Warner y para el año siguiente, en 2001, lanzó a la venta «Faltaba yo», bajo la dirección y arreglos musicales del famoso trompetista cubano Arturo Sandoval con algunos de sus grandes éxitos como «Tú me acostumbraste», «Miénteme», así como el tema , «Y pensar», del compositor cubano Meme Solís y «No sigas, por favor», tema que escribiera el compositor mexicano Armando Manzanero especialmente para este disco conmemorativo de la carrera de Olga Guillot.  En enero de 2002 presentó nuevos boleros, en Madrid y en Barcelona, en el transcurso del Festival del Milenio, y era muy habitual verla casi a diario en El Centro Cubano de España, situado en el barrio de Salamanca de Madrid.
Poco antes, había sido galardonada con el Heroes Award otorgado por The National Academy of The Recording Arts o NARAS por sus más de sesenta años de carrera artística y su contribución al mundo de la música. Fue distinguida en México con la medalla Agustín Lara en 2004, el mismo año en el que recibió el Premio Casandra en la República Dominicana. En 2007, fue distinguida con el premio Latin Grammy a "La Excelencia" como una de las «leyendas de la música latina» por la Academia Latina de la Grabación.

### Fallecimiento
Durante el velorio de Roberto Suárez, el fundador de El Nuevo Herald, se sintió indispuesta e ingresó el 9 de julio de 2010 al Hospital Mount Sinaí, de Miami, por su propia cuenta. Ese mismo día sufrió un infarto y el 10 de julio la indujeron a estado de coma para poder colocarle un ventilador mecánico volumétrico. Sin embargo, el 12 del mismo mes se le detectó un coágulo y falleció a los 87 años a causa de un infarto a las 12:45 horas, rodeada de su hija y de algunos allegados. Raquel Pouget, la portavoz de la familia, recordó que hacía apenas unos días, en una reunión familiar, Guillot expresó que entre los dolores que había pasado en su vida, el mayor había sido el de no ver a su país natal liberado. Ella dijo:
«si yo me muero mañana, el dolor que me llevo en el alma es no ver a Cuba libre».
Su funeral se llevó a cabo el 14 de julio y como parte de este, representantes de algunas organizaciones cubanas trasladaron el féretro cubierto con la bandera de Cuba la iglesia St. Michael's, donde aproximadamente 3000 personas concurrieron a darle el último adiós. Luego de un oficio religioso llevado a cabo al día siguiente por el arzobispo de Miami, Thomas Wenski, y monseñor Agustín Román, sus restos fueron inhumados en una ceremonia privada.

## Valorización e influencia
El escritor Rosendo Rosell, en su libro Vida y milagros de la farándula de Cuba, la definió en conjunto con Elena del Cueto como «dos extraordinarias y espectaculares artistas cubanas». El productor musical Jaime Almeyda, resumiendo la repercusión que había tomado el fallecimiento de la cantante en México, expresó: «[En México], a Olga Guillot se le quiere como si fuera mexicana porque vino a este país cuando salió de Cuba en 1961.» También, varias calles del mundo llevan su nombre y fue una de las primeras mujeres en interpretar boleros, género que era generalmente relacionado con los varones. Fue la primera cantante latina en actuar en el Carnegie Hall, de Nueva York.
El humorista Guillermo Álvarez Guedes, quien trabajó con ella en la década de 1950 en el cabaret Montmartre junto a Beny Moré, comentó: «Olga era todo música, su vida giraba alrededor de la música. Era una intérprete fantástica. Siempre fue muy cordial.» El actor y periodista Evelio Taillacq señaló que Guillot «demostró que las intérpretes femeninas podían ser atractivas para el mercado discográfico». La compositora Concha Valdez Miranda, de quien fue íntima amiga, la definió como una «mujer única, alegre, patriota y en lo referido a lo artístico, una actriz de la canción». Su opinión coincidió con la del productor Emilio Estefan, quien destacó que «cambió el bolero, algo muy difícil para un intérprete, y su estilo influyó en el de muchos artistas.»
Durante una entrevista desde Nueva York, el compositor cubano Meme Solís declaró que Guillot le había ofrecido su primera oportunidad para actuar cuando él era un adolescente. El músico Agustín Lara redactó: «Después del cielo, Cuba; después de Cuba, Olga Guillot.» La cantante, que produjo 50 álbumes y filmó 16 películas, es considerada un Icono por su estilo interpretativo innovador y distintivo en el género romántico de la música, así como una de las exponentes musicales más relevantes de Cuba.

## Discografía
Con Panart Records
- 3105 Sus primeros éxitos (1946)

Con Puchito Records
- MLP-509 Olga Guillot (1954)
- MLP-515 Romance y melodía (1956)
- MLP-525 Olga Guillot (1957)
- MLP-526 Intimidades (1958)
- MLP-530 Creaciones de la Guillot (1958)
- MLP-538 Olga en México (1959)
- MLP-555 Olga de Cuba (1960)
- MLP-559 Comunicando (1961)
- MLP-564 Lo mejor de Olga Guillot (1963)
- MLP-580 La insuperable Olga (1964)

Con Musart Records
- DM-672  Olga (1961)
- DM-751 Canciones de María Grever (1962)
- DM-855  Temperamental (1963)
- DM-935 Añorando el Caribe (1964)
- DM-959 12 éxitos románticos (1964)
- DM-1060 Más éxitos románticos (1965)
- DM-1180 Y siguieron los éxitos (1966)
- DM-12561 Bravo (1967)
- DM-1280 Adoro & Celoso (1967)
- DM-1312 Olga le canta a América (1968)
- DM-1360 Olga Guillot interpreta a Manzanero (1968)
- DM-1423 Olga Guillot (volumen 14) (1969)
- DM-1572 La mujer que te ama (1970)
- DM-1507 ¿Quién da más? (1971)
- DM-1576 Y ahora....Olga (1972)

Con CBS Records
- 1479 Se me olvidó otra vez (1976)

Con Orfeon Records
- 11473 Lo nuevo de Olga (1978)

Con Interdisc Records
- 526066 Para mi público (1982)

Con Warner Records
- 87844-2 Faltaba yo (2001)

## Filmografía
- Venus de fuego (México, 1949)
- No me olvides nunca (México/Cuba, 1956)
- Yambaó – Cry of the Bewitched (México/Cuba, 1957)
- Matar es fácil (México, 1965)